# José García-Blanco
José García-Blanco Romero (Almadén, 24 de noviembre de 1865-Madrid, 15 de enero de 1935) fue un ingeniero de montes español que realizó los proyectos de ordenación de gran parte de los alcornocales públicos andaluces entre 1895 y 1914. De 1915 a 1930 fue profesor de la Escuela Especial de Ingenieros de Montes y director de la misma durante 1931 y 1932.

## Antecedentes familiares y preparación académica
Hijo de José García-Blanco y Campos y de Dolores Romero Palacios. Hermano de Rigoberto, Fermando y Pelayo.
Nació y pasó su infancia en Almadén, villa manchega que destacaba en su entorno por tener una pequeña élite ilustrada en su población, históricamente determinada por la existencia de sus minas de cinabrio, de forma que en la segunda mitad del siglo xix, junto a estas podíamos encontrar la Escuela de Minas, el Hospital de Mineros o la jefatura del Distrito judicial.  
Siendo niño conoce a la que terminaría siendo su esposa, Ramona Oyarzábal Merino, hija del que fue director de la Academia de Minería y Geografía Subterránea de Almadén y jefe superior del establecimiento minero, Eusebio Oyarzábal.
En el curso de 1876-77, al iniciar la enseñanza secundaria que entonces y según la Ley Moyano podía realizarse en régimen de «enseñanza doméstica», se trasladan los expedientes de José García-Blanco y de su hermano Fernando, del Instituto Provincial de Ciudad Real al de Badajoz

...numerosos profesores dedicados a la enseñanza doméstica, que desarrollan su actividad en los pueblos más importantes y hasta alguno de fuera de la provincia, como el de Almadén, quieren que la matrícula de sus numerosos alumnos radique en este Establecimiento.
Resumen del estado del Instituto Provincial de Badajoz durante el año académico de 1877 a 1878

En el establecimiento extremeño se examina para el Título de Bachiller con profesores como Tomás Romero de Castilla, Anselmo Arenas, Manuel María Saa o Carlos Soler. 
En los primeros meses de 1885, se matrícula para hacer los exámenes de acceso al Curso Preparatorio previo al ingreso en la Escuela Especial de Ingenieros de Montes, curso que realizaba la propia escuela, desde 1871 ubicada en las Casas de Oficios anejas al Monasterio de El Escorial.

### La Escuela Especial de Ingenieros de Montes (alumno)
García-Blanco realizó el Curso Preparatorio en el periodo escolar de 1885-86, pero a mitad de curso, el Real Decreto de 29 de enero de 1886, creó una única Escuela Preparatoria de Ingenieros y Arquitectos, con la idea de que los alumnos estudiaran en esta escuela  centralizada y al finalizar, entrasen en las escuelas especiales.

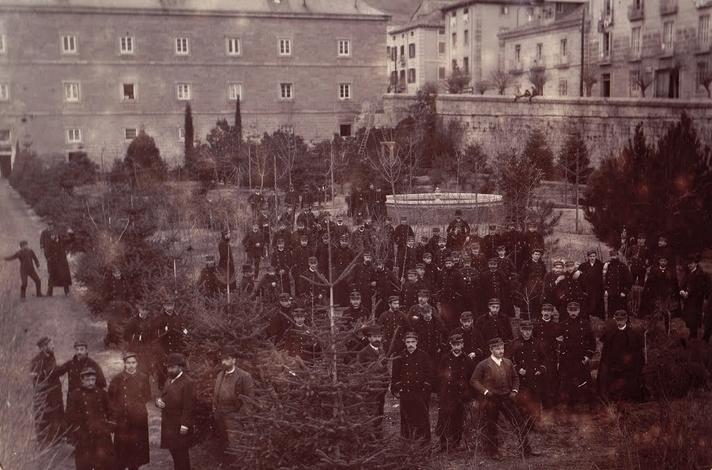
Profesores y alumnos del año 1887 en el Corralón de la Escuela. Entre ellos está José García-Blanco,

Este cambio originó para el curso de 1886-87, la situación de indefinición en que quedaban los alumnos que ya tenían algún curso realizado con los programas antiguos, así que se reguló para que durante ese curso escolar se siguieran impartiendo las asignaturas del plan de 1880, (por lo que García-Blanco queda matriculado en el «viejo primer curso») y para que cada escuela especial propusiera su modelo de transición.
Para el siguiente periodo escolar se elabora un nuevo reglamento de la Escuela Especial de Ingenieros de Montes y se implanta un Curso Transitorio previo a los tres en que había quedado reducida la carrera, aunque José pasó directamente al «nuevo primer curso».
Así, al quedar a caballo  entre los dos planes de estudios, realiza los dos primeros cursos del viejo y los tres últimos del nuevo. 
De los profesores que más asignaturas le dieron y más influencia tuvieron en José García-Blanco, podría citarse al profesor de Dibujo José Secall e Inda, al profesor de Cálculo, Mecánica y Construcción Forestal José Deoop y Riva y al profesor de Química, Mineralogía y Geología Juan José Muñoz de Madariaga, almadenense como él.
Aprobados los exámenes del último curso en junio de 1890 y de acuerdo al reglamento vigente, realiza los tres meses de prácticas en el Distrito Forestal de Ciudad Real y obtiene el título a final de año, quedando entonces en situación de Ingeniero-aspirante. Terminó la carrera siendo el número uno de la 36.ª Promoción de Ingenieros de Montes.
Esta espera hasta que se ingresaba definitivamente en el escalafón del cuerpo como Ingeniero-segundo, podía durar meses y hasta algún año en función de las vacantes, las necesidades del servicio y el puesto que se ocupaba en la promoción académica. En el caso de García-Blanco, primero de la hornada de 1890, su ingreso se produce en julio de 1891 y su primer destino es el Distrito Forestal de Ciudad Real.

## Primeros destinos: Ciudad Real
En el Distrito Provincial se pone a las órdenes del ingeniero Joaquín Carrasco y Morote, veterano ingeniero de montes de la promoción de 1865, que se había incorporado a Ciudad Real el año anterior proveniente de Huesca. Este jefe ya había publicado los pliegos-tipo y regulado las subastas forestales de la provincia del año 1890,
y García-Blanco se incorpora al departamento justo a tiempo de realizar este mismo servicio para el año 1891, continuando al año siguiente implicado en las labores rutinarias de la provincia.
Pero a principios de 1893 y por cambio de destino del Ingeniero-jefe, el Distrito Forestal entra en una situación de precariedad que lleva a José a asumir la dirección del departamento, siendo el firmante en calidad de Jefe-interino, de los pliegos de condiciones reglamentarios, de las órdenes de las subastas de los cotos de caza, de los aprovechamientos de leñas y de las explotaciones de maderas.
Para suplir esta falta de personal, en los primeros meses de 1894, se destina a la provincia al Ingeniero-segundo Oficial de primera, Juan Gayá y Mayó, que al estar por encima en el escalafón que José asume la dirección, pero al no tener tampoco la categoría suficiente para el puesto, firmará también como Jefe-interino los pliegos y subastas de ese año forestal.
García-Blanco abandona Ciudad Real, donde había residido estos cuatro años, destinado al Servicio de Ordenaciones de Málaga en los primeros meses de 1895, pero antes se casa con Ramona Oyarzábal, matrimonio del que nacerá enseguida Lucía.

### El Servicio de Ordenaciones de Málaga
Tras el impulso que supusieron las últimas disposiciones legislativas sobre ordenaciones de 1890 y la creación de la Sección Directiva correspondiente, el Cuerpo de Ingenieros de Montes venía aumentando recursos y personal dedicados a este fin, aunque insuficientes por el incremento de solicitudes para ordenar montes públicos.
La legislación forestal hasta 1895 no contenía ninguna disposición de carácter general por la que, ni tácita ni explícitamente, se pudiese autorizar la concesión de estudios de proyectos sobre ordenación de montes públicos, a favor de particulares, sociedades o compañías. Se presuponía que los trabajos los debían realizar los ingenieros del cuerpo, aunque se habían empezado a hacer algunas concesiones privadas. Los complicados trámites y el arduo trabajo que suponía ordenar un monte, así como la escasez de medios de la Administración, llevaron en 1896 a regular definitivamente la posibilidad de que los proyectos de ordenación los realizaran particulares, suscribiendo un exhaustivo pliego-tipo de condiciones, y quedando los funcionarios del Servicio de Ordenaciones encargados de la supervisión y control de todas las operaciones, tanto durante la elaboración del proyecto, como en su posterior ejecución y planes de aprovechamiento. Esta situación se mantuvo hasta 1908 en que el ministro de fomento Augusto González Besada vuelve a limitar el acceso a estas concesiones de los particulares. A partir aquí, la iniciativa ordenadora se paraliza prácticamente, aunque en realidad quedaban muy pocas masas forestales empresarialmente interesantes por conceder, de forma que en 1945 se hacía el siguiente resumen:

En esta época de la Ordenación que hemos considerado, hasta el advenimiento de la Dictadura, se extendió aquella a una superficie de 450.000 hectáreas en números redondos, habiéndose estudiado 127 proyectos de los que solo 13 se hicieron por la Administración y el resto por la iniciativa particular.
Octavio Elorrieta Artaza

Cada proyecto de ordenación se encomendaba a un ingeniero-ordenador con dedicación exclusiva, que se encargaba de controlar detalladamente todo el proceso, tanto en la fase de elaboración del proyecto como en la de su ejecución, o en lo referido al capítulo de mejoras.
. 

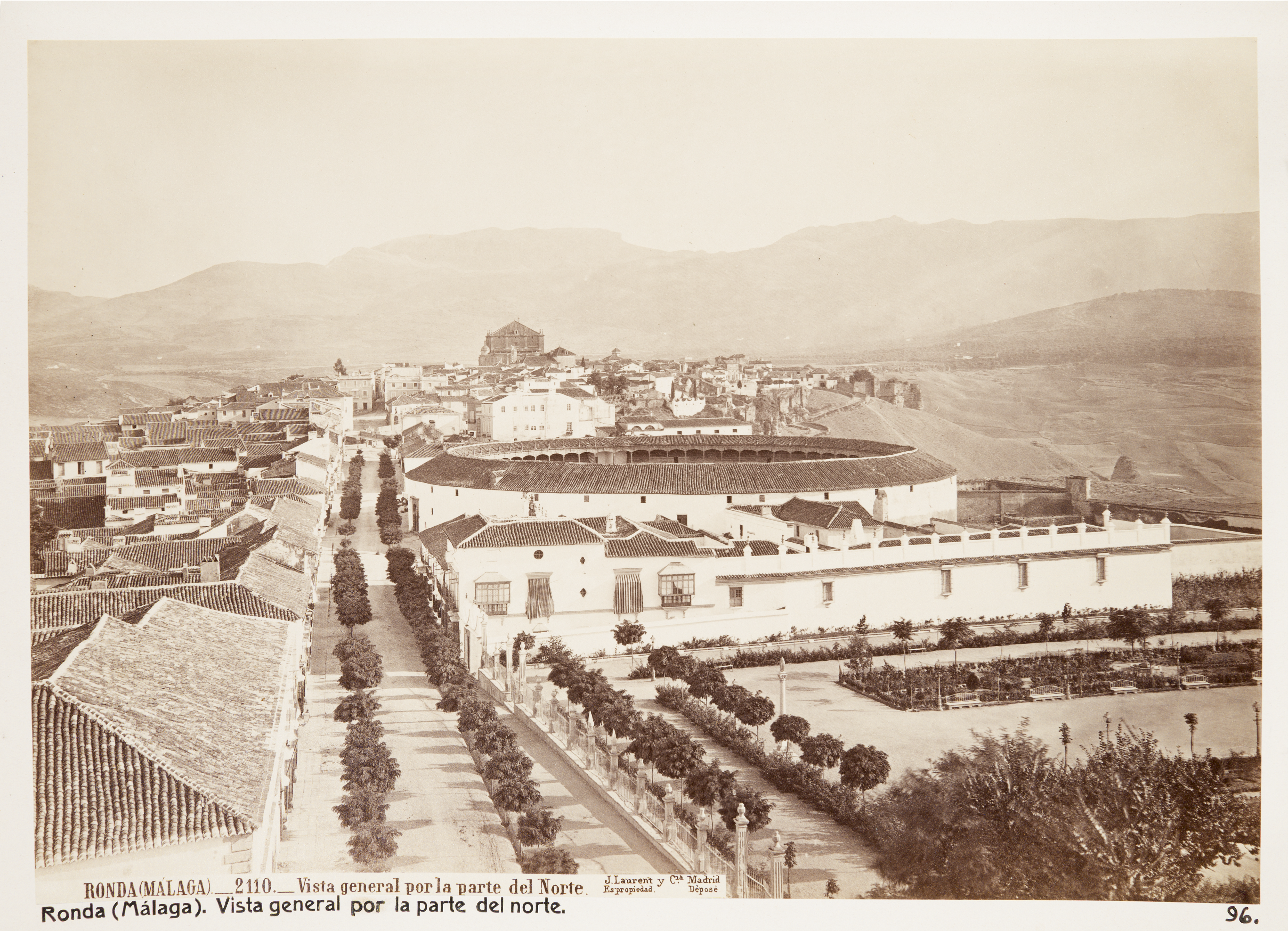
Vista de la ciudad de Ronda y su plaza de toros, en 1895

La línea de ferrocarril de Bobadilla a Algeciras, de ciento setenta y ocho kilómetros, llegó a Jimena de la Frontera en octubre de 1890 y a Ronda en noviembre de 1892, afectando tanto económica, como cultural o turísticamente a la ciudad. Con el objeto de completar el servicio de viajeros, se construyeron dos hoteles, uno en Algeciras, el Reina Cristina y otro en Ronda, el Reina Victoria.
Así, cuando García-Blanco se incorpora a la brigada de Málaga, instala su residencia familiar en Ronda y se encuentra con dos principales expedientes sobre la mesa, que debe compaginar:
Las Majadas de Ronda y Montes de Benarrabá, de unas ocho mil hectáreas, que se encontraba en fase de elaboración de proyecto, tras la concesión a José Lameyer en agosto de 1894. En este grupo de montes su labor consistió, tanto en asistir y facilitar la labor del ingeniero contratado por la empresa concesionaria para realizar el proyecto, el supernumerario Carlos Castel, como en fiscalizar y comprobar los datos, mediciones y cálculos que iba obteniendo este y que serían fundamentales para la posterior tasación del proyecto y de los productos forestales a subastar. 
Los Montes de Gaucín-Algatocín y El Robledal y la Sauceda, de diez mil doscientas hectáreas, que estaba en fase de ejecución tras la subasta de mayo de 1894 y en manos del mismo Lameyer. 
En este grupo de montes, el primer alcornocal ordenado en España (también por Carlos Castel), la labor de García-Blanco fue más activa al estar en fase de explotación y dado el auténtico poder ejecutivo que tenían los ingenieros ordenadores en todas las labores de aprovechamientos. 
Además, en El Robledal y La Sauceda el problema más urgente era la repoblación de grandes masas con alcornoque, por lo que se pusieron en práctica estrategias novedosas orientadas a potenciar la regeneración natural: cultivos en el repoblado natural, rozas, descepes, selección de brotes, etc. También se crearon viveros experimentales en los cuales:  

García-Blanco en 1897, ideó y puso en práctica en los montes de Cortes de la Frontera, un sistema que podríamos considerar mixto entre siembra y plantación. Consiste en hacer germinar a las bellotas en una capa de tierra de 10-12 cm de grosor; cuando comienza a emerger la plántula se saca la bellota, que ya tiene una radícula 10-12 cm, y se planta directamente en monte en un hoyo previamente abierto, donde se coloca con sumo cuidado y se tapa con tierra, cuidando de que la radícula quede bien colocada y no se rompa. Este procedimiento permite arraigos superiores al 80 %, pero su ejecución requiere personal cuidadoso para no dañar la radícula o el tallo durante el transporte y las manipulaciones, a las que necesariamente hay que someter las bellotas germinadas hasta que son puestas en el hoyo definitivo. Por este procedimiento se repoblaron varias hectáreas en los citados montes, pero no tenemos noticia que se haya utilizado en otros.
 G. Montero, E. Torres y I. Cañellas

Aprobado el trabajo de García-Blanco en el primer grupo de montes en octubre de 1899, se le asigna otra gran masa de alcornocal cercana:
Los Montes de Alcalá de los Gazules, de siete mil cuatrocientas hectáreas, que se encontraban en la misma fase de elaboración de proyecto que las Majadas de Ronda, por lo que su trabajo, mano a mano con el Ingeniero contratado por el concesionario, en este caso Santiago Olazábal, fue el mismo que en el anterior grupo de montes, orientado a elaborar la memoria de tasación. Este fue el único de los alcornocales andaluces ordenados, que no cayeron en las manos de José Lameyer.

### Los artículos enRevista de Montes
También en estos años y en esta Serranía de Ronda, realizó las observaciones y reflexiones que motivarían una serie de artículos teórico-técnicos que analizaban en profundidad el cultivo del alcornoque y la producción de corcho, de forma que fueron publicados en la Revista Montes, entre 1897 y 1903. El propio García-Blanco menciona en alguna ocasión, que sus artículos respondían «a un plan de estudios en los alcornocales» y él mismo reconoce que no le da tiempo a terminarlos:

Damos por terminado este primer estudio, en el que dejamos consignado cuanto creemos necesario para poder discutir los fundamentos del aprovechamiento del árbol, que a su vez es necesaria base para el estudio de la ordenación del alcornocal.
José García-Blanco

Bajo los apremios del tiempo y de ocupaciones de orden preferente, tomo la palabra para satisfacer deberes de compañerismo y cariñosa amistad. Lamento muy de veras que mis circunstancias actuales no me permitan seguir poco a poco todo el plan de estudios en los alcornocales que me había propuesto; mas mi buena voluntad se demuestra en este escrito, donde he de tratar del punto que considero  de mayor interés, en armonía con las agradecidas indicaciones que se me han hecho.
José García-Blanco

Estos artículos fueron una referencia obligada en gran parte de la bibliografía especializada durante algunas décadas. En ellos aborda temas en los que incluso 100 años después, continuaba siendo pionero solitario:

La influencia del turno en la fisiología y en la vida media útil del árbol ha sido poco estudiada, pese a la importancia científica y económica que puede tener; solo conocemos un trabajo realizado en España por García-Blanco (1899) en el que se exponen y razonan numerosas ideas pero que carece de datos experimentales.
G. Montero, J. de Zulueta y J.R. González-Adrados (1989)

En enero de 1898 muere su hermano Rigoberto y en julio del mismo año nace su hijo José María en Ronda.

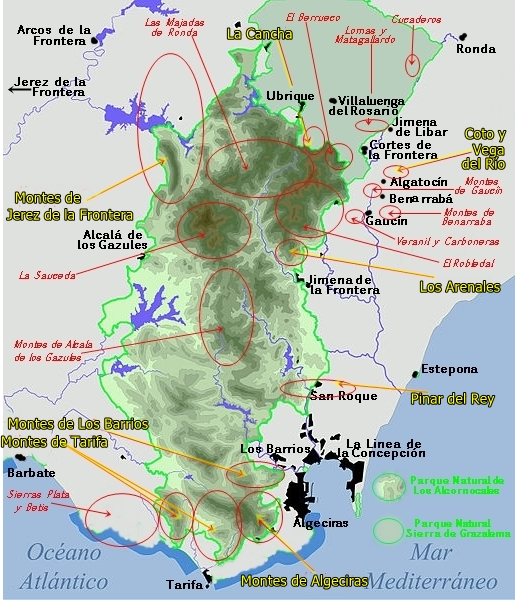
A principios de siglo, José Lameyer tiene a su nombre unas quince mil hectáreas ya en ejecución

### Los intereses corcheros de Larios Hermanos
Pero quizás, lo más trascendente que le ocurre en este periodo de servicio en la brigada de ordenaciones, es conocer al arrendatario de los aprovechamientos de los montes que estaban a su cargo, el abogado madrileño José Lameyer González, ya que entre ambos surgió por los alcornocales malagueños una profunda y fraternal amistad, que duraría hasta la prematura muerte de Lameyer. Esta sintonía entre ellos,  les hizo formar equipo y trazar una estrategia a medio-largo plazo, que les llevó a controlar prácticamente todo el corcho que salía de los montes públicos andaluces hasta el comienzo de la Primera Guerra Mundial.
José Lameyer, que era apoderado en Madrid de la empresa Larios Hermanos de Gibraltar y les gestionaba variados asuntos legales, ya llevaba algunos años por la zona obteniendo arrendamientos corcheros en los montes de los ayuntamientos gaditanos y malagueños para esta compañía, siempre ávida de materia prima, al ser propietaria de la fábrica taponera La Industria Corchera, inaugurada en 1888 en La Línea de la Concepción.
Cuando en 1897 acumula varias concesiones de ordenación y además, negocia la cesión o gana otras subastas corcheras en la zona, se da cuenta de que con la legislación forestal de 1890, todo ha cambiado. Con las nuevas condiciones de acceso y explotación de los montes públicos, todo el proceso es mucho más técnico, por lo que necesita contar con una «oficina permanente» al mando de un ingeniero de montes experimentado en alcornocales y en dedicación exclusiva. Es aquí donde convence a José García-Blanco para que solicite la «excedencia laboral» y se integre mano a mano con él, en el equipo de Larios Hermanos.

## La Ordenación de alcornocales: Supernumerario
El 20 de febrero de 1902 García-Blanco consuma su pase a supernumerario, pero meses antes había solicitado la permuta de destinos con el joven ingeniero Eladio Caro y Velázquez de Castro, movimiento innecesario, que revela una estrategia trazada previamente y que respondía, a la intención de situar en Ordenaciones de Málaga a alguien seleccionado, que sería el que supervisaría todos los aprovechamientos que ya venían realizando en los montes de Cortes de la Frontera, Gaucín, Algatocín y Benarrabá. Así, manteniendo su residencia en Ronda, desde donde a principios de 1904 dona en una suscripción pública para realizar un mausoleo a Mateo Sagasta, comienza a trabajar en el primero de los proyectos de ordenación para el que tiene vía libre. 
Los Montes de Algeciras, de unas mil setecientas hectáreas, son un grupo de montes de tamaño medio, que pese a la campaña de oposición en la opinión pública durante los primeros años y los contratos de arrendamientos corcheros anteriores a la concesión que hubo que anular, pero que no fueron recurridos, fue en el que antes se hicieron los deslindes y el primero que se les entregó de todos los aprobados en 1897. Comparado con los otros grupos de montes, todo el proceso fue relativamente rápido: un periodo de entrega de cuatro años y una demora desde la firma del proyecto en enero de 1904 hasta la subasta, de solo año y medio, estando ya en plena explotación en 1906. El trabajo dasocrático de García-Blanco, sería alabado por los maestros de la ciencia forestal:  

Por lo que toca al Proyecto de ordenación de los montes de Algeciras, de que es autor el Ingeniero de Montes D. José García Blanco, que comprenden una extensión de 1677,6132 hectáreas, y cuyos datos para el Inventario se tomaron á fines de 1902, (...)  El Sr. García Blanco, después de razonar acerca de las ventajas é inconvenientes de algunos métodos de ordenación, y no considerando aplicable ninguno de ellos á los montes de que se trata, inventa uno (…) que tal vez pudiéramos llamar método de ordenación por entresaca de tranzones (…) El método de que tratamos ha de dar muy buenos resultados, y, en nuestro concepto, merece plácemes el Sr. García Blanco, por lo muy estudiado que está el asunto, objeto del mencionado Proyecto de ordenación, y por el grande y acertado trabajo que representa.
Primitivo Artigas y Teixidor

A principios de 1906, pese a que desde el cambio de siglo, el precio del corcho mantenía una tendencia a la baja y a que los trámites legales y burocráticos en el acceso a los montes, se comenzaban a retrasar más de lo esperado, todo parecía ir bien: tenían este último grupo de montes junto a los de Cortes de la Frontera ya en ejecución y además, con una nueva concesión para ordenar otro grupo de montes, Los Arenales y Pinar del Rey.
Con la esperanza de que la cotización de la materia prima se recuperase, hacen movimientos para desbloquear los deslindes y poder comenzar los proyectos de ordenación pendientes. Durante 1906 y principios de 1907, se consigue que ingenieros de montes ajenos al servicio provincial de Cádiz, se encarguen de los deslindes de Los Barrios y Tarifa. En los montes de Jerez de la Frontera, consiguen que el Ingeniero-jefe del Distrito les entregue los montes sin deslindar, pero el Ayuntamiento detiene la ordenación. 

### Los primeros problemas: juicios y deslindes
Los primeros problemas al plan trazado por José Lameyer y José García-Blanco, surgen precisamente en aquellas concesiones con mayor extensión y potencial extractivo, en las que no consiguen que el servicio forestal provincial les entregue los montes para poder empezar los estudios de ordenación, bien por problemas de deslindes, por contratos de arrendamientos forestales anteriores a la concesión, o por oposición de los pueblos propietarios... 

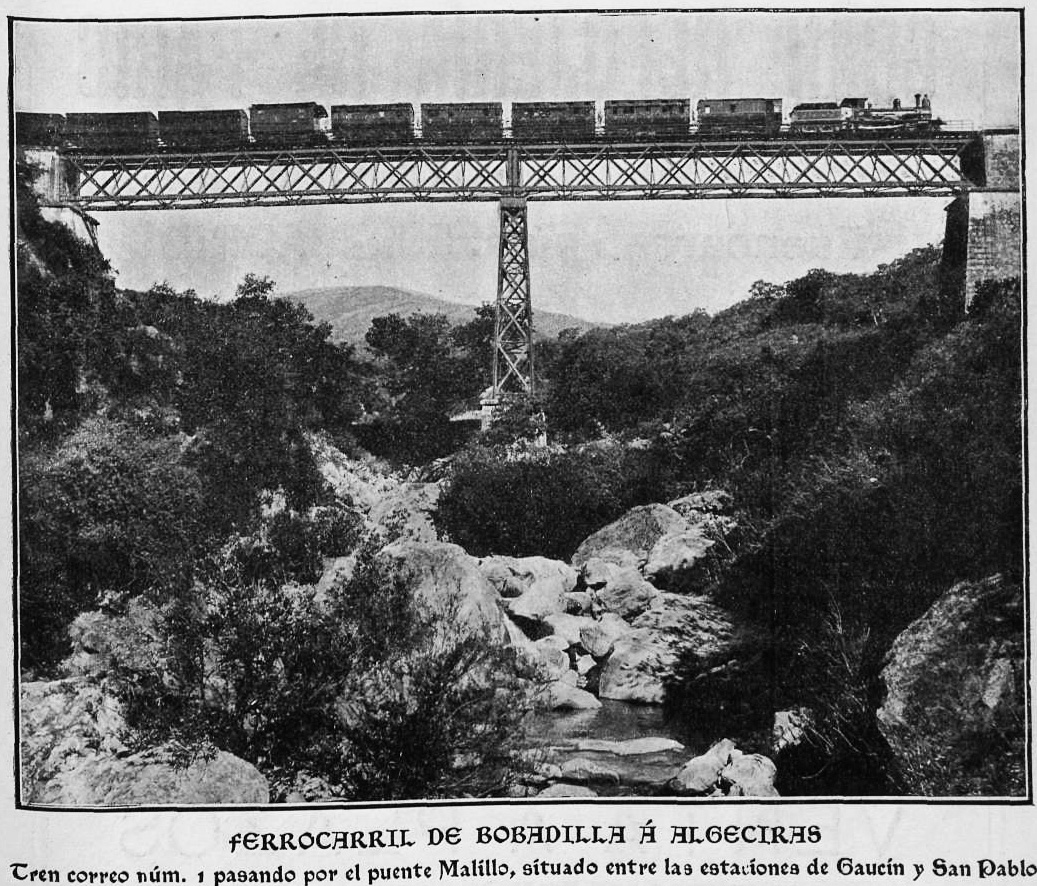
José García-Blanco se convirtió en un asiduo de la línea que unía Algeciras con Ronda, y que atravesaba de norte a sur los intereses agrícolas de los Larios

Los Montes de Tarifa, de seis mil quinientas hectáreas, son un ejemplo de grupos de montes agrupados en una misma concesión (junto a los de Algeciras), pero con proyectos de ordenación independientes y por lo tanto, con desarrollos administrativos, dasonómicos y productivos distintos. Además, se da la circunstancia de que los contratos corcheros anteriores, están en las mismas manos que la ordenación, los Larios, por lo que al anularse estos en 1899, la compañía gibraltareña emprende el correspondiente pleito contencioso-administrativo, que por diversas razones no se soluciona hasta 1910. Pero en realidad, lo que retrasó la realización del proyecto por García-Blanco en este grupo de montes, fueron los deslindes, que tuvieron que encomendarse en 1907 a otro ingeniero distinto al Jefe Provincial. Los montes fueron entregados a finales de 1909, el proyecto de ordenación se firmó en 1911 y la subasta se realizó el 10 de julio de 1912.
Los Montes de propios del Ayuntamiento de Jerez de la frontera de seis mil trescientas hectáreas, habían logrado salvaguardarse de la desamortización a mediados del siglo xix y por su carácter «de propios» y enajenables, se encontraron desde la concesión, con la oposición de una parte de los ediles  jerezanos a que fueran ordenados y que seguían empeñados en su privatización, a comienzos del siglo xx. Así, en 1907, en un clima en el que la prensa, la corporación municipal y hasta la Cámara de Comercio, venían haciendo campaña por detener la ordenación y vender los predios, el Ayuntamiento se dirige al ministro de fomento González Besada, para que paralice los estudios de ordenación que Lameyer había conseguido desbloquear, y señala:

De las investigaciones que el Municipio de Jerez ha podido practicar, resulta que por el ingeniero-jefe del Distrito de Cádiz se hizo la entrega de dichos Montes de Propios en 23 de marzo próximo pasado al ingeniero de montes D. José García Blanco, ignorando a quién representaba dicho señor; si al concesionario D. Ricardo Cortés o al cesionario de este la “Sociedad Larios Hermanos” de Gibraltar, a la cual no ha reconocido aún el Estado ni puede reconocerlo para sustituir al que fue concesionario. (...) ...los Sres Larios Hermanos, que parece han adquirido los derechos de aquel por la suma de 1000 pesetas, lo cual demuestra a simple vista que dicho contrato es simulado...
El Guadalete

La ordenación se paralizó en 1908, hasta que terminó en 1910 el contrato de corcho existente, que al concederse la ordenación de los montes de Jerez, fue de los pocos que no se anularon y estaba en manos de Guerrero Hermanos, una familia propietaria de dehesas en la localidad. 
Es en ese momento, cuando García-Blanco retomó el trabajo, terminando el proyecto a finales de 1911. Aun así, la oposición consiguió retrasar la tasación y la comprobación de datos, no subastándose definitivamente los aprovechamientos hasta finales de la década. 
Los Montes de Los Barrios, de cuatro mil cien hectáreas, son un claro ejemplo de cómo las ordenaciones se vieron entorpecidas por los largos procesos judiciales derivados de las anulaciones de antiguos contratos de aprovechamiento del corcho. La existencia del pleito no paralizaba la ordenación y los estudios podían realizarse, pero sí impedía llevar a cabo la subasta. Así, tras superar los mismos problemas de deslindes que en los montes de Tarifa y aunque García-Blanco, tras recibir los montes había terminado el proyecto de ordenación a finales de 1907, el contencioso entre el Ayuntamiento de Los Barrios y el contratista se había ido recurriendo sucesivamente hasta llegar al Tribunal Supremo. La subasta queda en espera hasta que se dicta sentencia, convocándose para el 9 de julio de 1910, anulándose otra vez por una nueva reclamación judicial y realizándose por fin, en 1911.

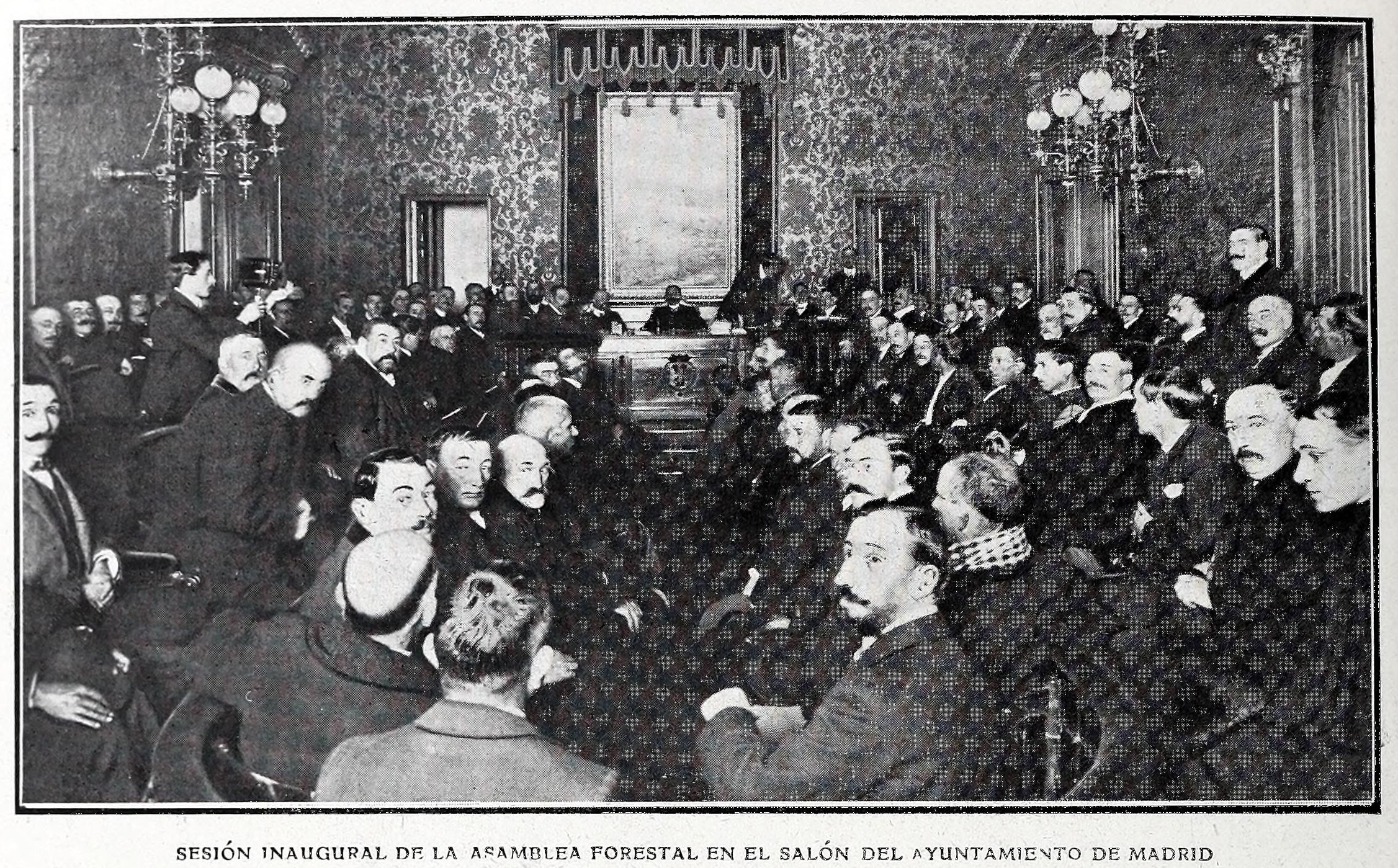
Sesión inaugural de la Asamblea Forestal en el Ayuntamiento de Madrid. 7 de diciembre de 1907.

### Las primeras críticas
Ya a principios de siglo comienza a ser perceptible un claro frente a la política forestal de las últimas tres décadas, pero es a finales de 1906, tras la publicación de los resultados y cifras del primer periodo de explotación de El Robledal y La Sauceda,  y tras las concesiones de los montes Coto y Vega del Río, La Cancha, Los Arenales y Pinar del Rey, últimos y pequeños alcornocales públicos que quedaban por asignar, momento en el que  el corcho por su rentabilidad y el equipo Larios-Lameyer-García-Blanco por su protagonismo, se convirtieron en el centro de la polémica.
Cuando el Ingeniero-jefe del Distrito Forestal de Cádiz, Manuel M. Fernández de Castro, escribe un par de artículos en los que se cuestionan directamente los procesos de ordenación en curso de los alcornocales de Cádiz, José García-Blanco se decide a contestarle «por alusiones»:
A partir de aquí se origina una discusión pública entre estos dos ingenieros, protagonistas y grandes conocedores del tema y sus circunstancias, que tuvo una amplia repercusión y notoriedad en el Cuerpo y que es buena muestra del clima que se vivía. En los artículos que se cruzaron, defendiendo los perjuicios y beneficios de la ordenación con abundantes datos, pormenores y engorrosos cálculos que no consensuaban conclusiones, no pueden evitar llevar el asunto al plano personal y caer en descalificaciones, insinuaciones veladas y suspicacias. 
Al final, tiene que intervenir José Lameyer, con un texto de expeditivo título: Fin a la polémica sobre la Ordenación de Alcornocales.
La polémica en efecto acabó aquí, sin que ninguno se moviera de sus posiciones, sin conclusión, pero sobre todo sin que ninguno pudiese evitar la imagen pública que el contrincante había difundido de él: Manuel M. Fernández de Castro como movido por resentimientos referidos a su «escabrosa» salida de Ordenaciones y sospechoso de irregularidades de procedimiento en el Distrito, y García-Blanco como defensor de los argumentos e intereses de la compañía para la que trabajaba, la Larios Hermanos, que además era un claro ejemplo de trust poderoso, que monopolizaba las concesiones en un determinado sector forestal.

### El final del monopolio de "el corcho andaluz"
Esta oposición política y de la opinión pública a las ordenaciones, en la que en realidad el corcho solo era la punta visible y sensible de un iceberg en el que los mayores volúmenes estaban en otros aprovechamientos forestales como la madera o la resina, motivó ya en 1908 una nueva legislación que limitaba el acceso y manejo privado en la explotación de los montes. La nueva regulación junto a la pronunciada caída del precio del corcho, lleva en la siguiente década, a un profundo parón en la iniciativa ordenadora y a una revisión de los proyectos de ordenación, más o menos rutinaria y en muchos casos, orientada simplemente a desarrollar el Plan Especial de Aprovechamientos. Ya en 1908, García-Blanco y sin saber que lo que de verdad se avecinaba era una Guerra Mundial, pronosticaba:

Además soy algo pesimista para un porvenir no remoto, ante la persistente baja del precio del corcho, la paralización de transacciones y la amenaza, hoy ya probable, de que en plazo corto comience Marruecos a lanzar al mercado las enormes cantidades que se supone pueden producir sus montes.
José García-Blanco

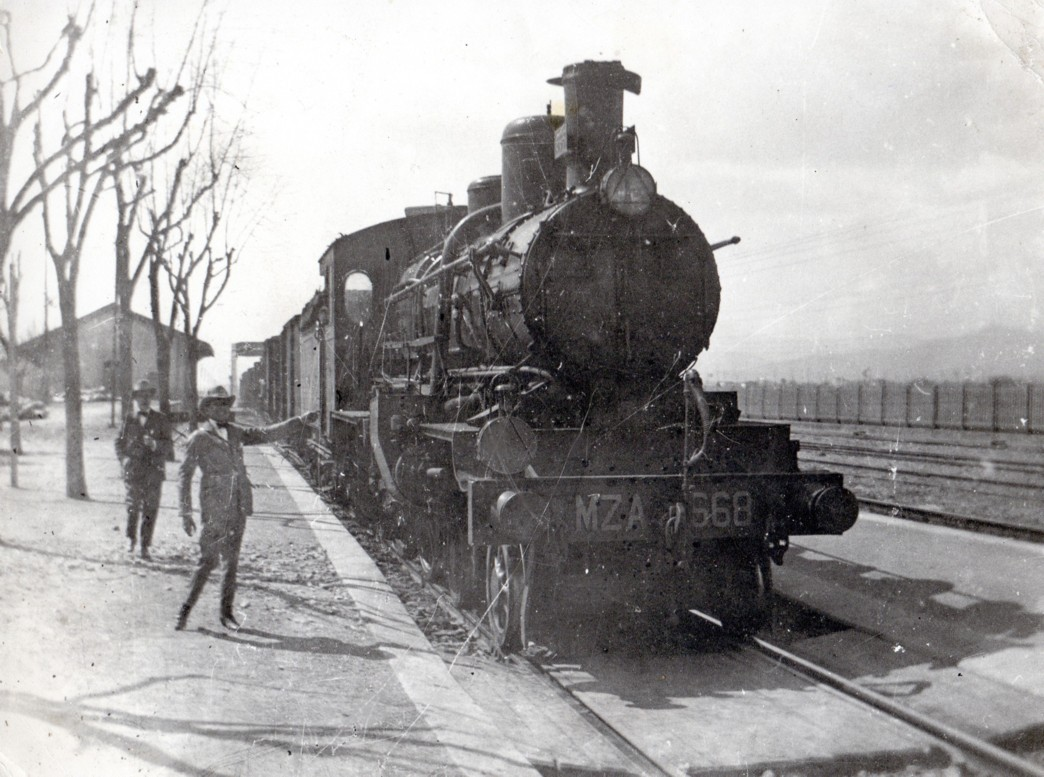
El 27 de julio de 1915, José García-Blanco baja del tren en Ciudad Real proveniente de Madrid

En 1910, cierra la fábrica La Industria Corchera, elemento principal del plan estratégico de los Larios para el corcho y aunque en 1911 se produce la subasta de los Montes de Los Barrios y en 1912 la de los Montes de Tarifa, la cosa estaba ya «tan negra» que el descorche de 1913 estaba destinado a pudrirse en los montes o no realizarse. 
En mayo de 1914 muere la mujer de Lameyer lo que supone un duro golpe para este, que se retira prácticamente de sus actividades. Aun así, García-Blanco termina los proyectos de ordenación que faltaban de los concedidos, (La Cancha y Los Arenales y Pinar del Rey), antes de fin de año. 
En julio de 1915 reingresa en el Cuerpo de Ingenieros de Montes, un año después del comienzo de la Primera Guerra Mundial y a menos de dos meses de fallecer José Lameyer, que deja a su amigo como tutor legal de sus hijos. Con la muerte del abogado se anulaban las concesiones y contratos que estaban a su nombre, prácticamente todos los alcornocales ordenados, por lo que el monopolio de «el corcho andaluz» había tocado a su fin. Estaba estipulado que a la muerte del titular de la concesión de ordenación o el contrato de explotación, este se anulaba y así ocurrió con los que suscribía Lameyer, aunque solo tres años después de su muerte, un real decreto anulaba todas las concesiones anteriores a 1908 que estuvieran en activo, por lo que el resultado hubiera sido el mismo. Los últimos proyectos presentados por José García-Blanco se ofrecieron en «subasta libre» en los años 20.
Al reingresar en el servicio activo, José es destinado en calidad de Ingeniero-jefe al Distrito Forestal Provincial de Ciudad Real- Badajoz, donde ya había estado como subalterno y como Jefe-interino entre 1891 y 1895, veinte años antes. Probablemente, desde el principio sabía que era un destino provisional y ya se estaba gestionando un servicio en Madrid, como así ocurrió en noviembre de ese mismo año.  
Durante esos cuatro meses, tiene tiempo de expedir media docena de licencias de pesca, casi todas a vecinos de su pueblo natal, Almadén, para incorporarse antes de Navidad en su nuevo puesto: la Escuela Especial de Ingenieros de Montes.

## Nuevo Destino: Madrid
Cuando García-Blanco llega a Madrid a finales de 1915, ya estaba empadronado en la calle de Jorge Juan 13 (fue sorteado como jurado para 1916), solía venir con frecuencia a la capital y mantenía residencia familiar desde probablemente antes de 1910, en que su hijo José María había iniciado la enseñanza secundaria en el Instituto Cardenal Cisneros. Posteriormente, en los primeros años 20, la familia se mudaría a la calle de Velázquez donde residirían hasta la muerte del matrimonio. 
Los primeros años debieron ser un poco duros: todo el proyecto de explotación de alcornocales públicos venido abajo, el fallecimiento de su íntimo José Lameyer, la depresión general por la Guerra, las dificultades en la Escuela, o las tensiones que arrastraba desde 1909 con otros miembros del cuerpo, etc.

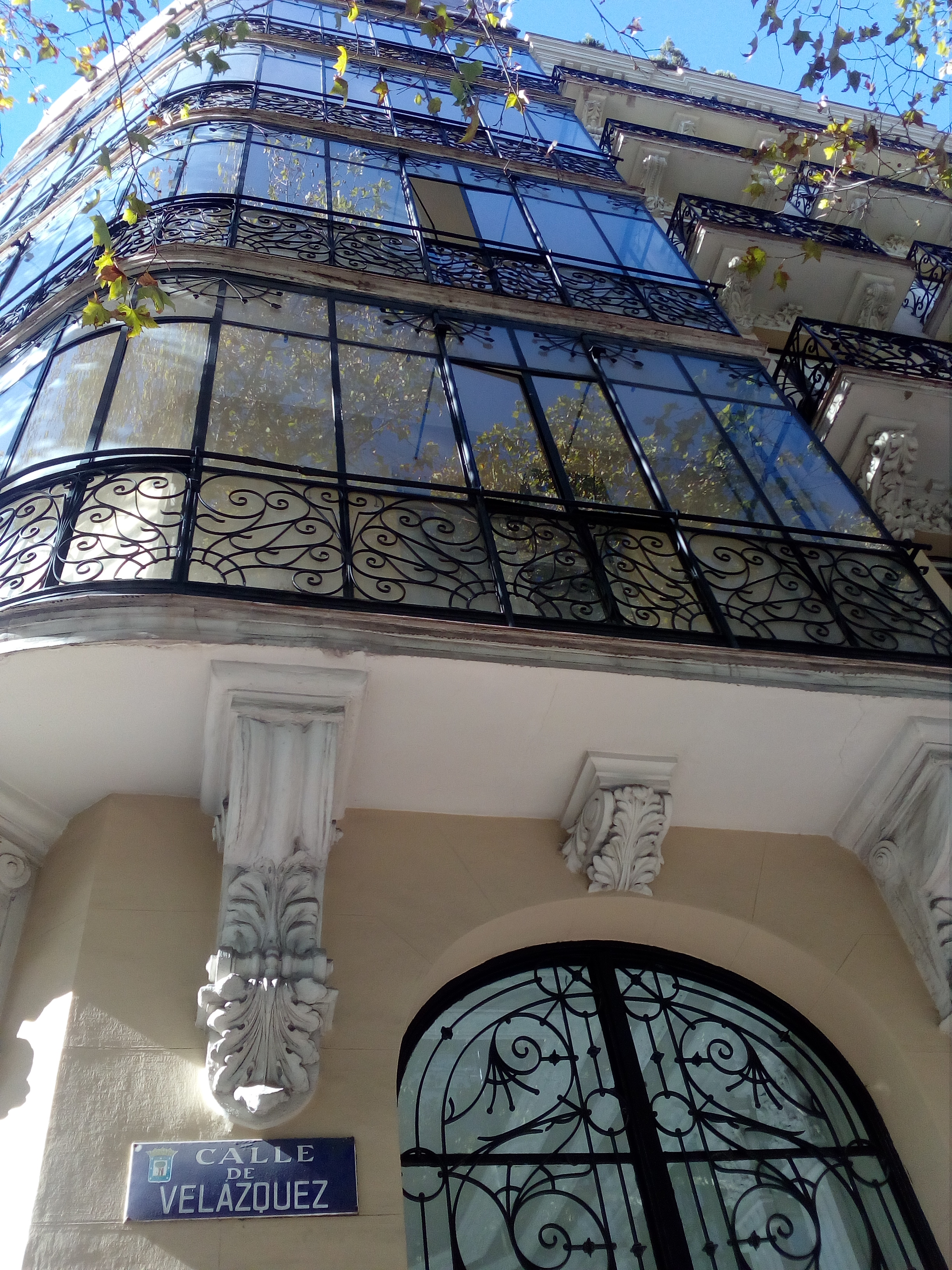
La familia García-Blanco / Oyarzabal', residió en la Calle Velázquez 101 (actual 109)

De lo que no cabe duda es de que su vida cambia: comienza a veranear en San Sebastián cuando la década anterior lo había hecho en Salinas (Castrillón) (Asturias), participa de la vida estudiantil de su hijo que se licencia en Medicina en 1920, colabora en revistas del ramo forestal, participa de reuniones corporativas, etc.

### El problema "corcho-taponero"
El 6 de noviembre de 1922 en el local de la Asociación de Agricultores de España de la Calle de los Madrazo 13, tiene lugar una asamblea de productores de corcho, que tuvo amplia repercusión en la prensa de la época y en la que se funda la Asociación de Propietarios de Montes Alcornocales, figurando como presidente el Marqués de Hoyos y como vocal José García-Blanco. Por su implicación en este asunto, es plausible pensar que hubiese comprado alguna pequeña dehesa en sus años de Supernumerario.
Dos meses después, junto a los miembros de la junta de esta asociación, acude en la visita al recién nombrado ministro de estado Santiago Alba, para expresarle el deseo de que se celebrase el Tratado con Alemania y que se atendiese la problemática del corcho, pero en septiembre de ese año se instaura el Directorio Militar de Primo de Rivera. 
El nuevo rumbo político parece ser que fue más propicio a las demandas de los cultivadores de corcho, cuyos representantes incrementaron sus gestiones. El Real Decreto del 29 de septiembre de 1923, creaba una comisión inter-ministerial de 7 personas entre las que estaba José, que tenía la misión de elaborar en 15 días, un proyecto de unificación de todos los trabajos catastrales, topográficos, geográficos y estadísticos, que se realizaban en aquel momento en los organismos oficiales, para ser realizados en un mismo centro. Con este y otros informes y exposiciones, El Directorio, en el Real Decreto de 23 de diciembre de ese mismo año, elimina los aranceles a la exportación de corcho en planchas, medida que fue aplaudida por la prensa especializada, donde se decía:

Felicitamos por este éxito muy cordialmente a los señores marqués de Hoyos, González de Gregorio, duque de Medinaceli, Garay, marqués de la Guardia, Prast, conde de Rodezno y García Blanco, que constituyen la Junta directiva de la sección de Propietarios de Montes alcornocales de la Asociación de Agricultores, y son los que han llevado la gestión en este asunto. Y felicitamos con no menos entusiasmo al Directorio, por haber sabido ver y resolver en justicia este problema, que ni las Cortes, ni la Junta de Aranceles, ni la Comisión Protectora de la Producción Nacional, ni ministros como el Sr. Cambó — de quien reiteradamente se solicitó — habían querido atender.
El Progreso Agrícola y Pecuario

Esta asociación liderada por José María de Hoyos y Vinent, agrupaba a final de la década a una minoría de latifundistas, ligados a títulos y grandes casas fundamentalmente de Andalucía y Extremadura, oponiéndose a la recién creada Federación Española de Productores de corcho que aglutinaba a los medianos y pequeños productores catalanes.

### La Escuela Especial de Ingenieros de Montes (profesor)
Pero donde José García-Blanco dedicó sus esfuerzos durante estos quince años, fue en su destino como profesor de Geología y Mineralogía en la Escuela Especial de Ingenieros de Montes, a la que se incorporó tras las vacaciones de Navidad del año 1915 y a la que se encontró, tras su reciente traslado a unos locales de la calle del Tutor 22 y Rey Francisco 4, en plena etapa de desembalaje y colocación del abundante material traído desde El Escorial. Tras una visita oficial a los pocos meses, se dice:

El Sr D'Angelo quedó muy complacido con la visita y felicitó muy efusivamente al Director y los profesores por la inmensa labor que la instalación representa y el continuo trabajo y empeño que en mejorarla y adaptarla a las necesidades modernas, pone el personal docente
ABC

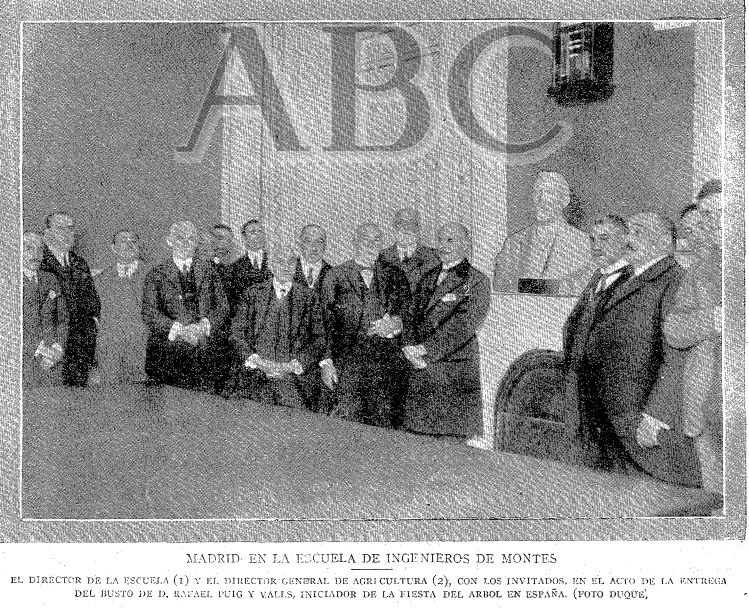
El 11 de enero de 1922, en el salón de actos de la Escuela Especial de Ingenieros de Montes, tuvo lugar el acto de entrega del busto en mármol del ingeniero Rafael Puig i Valls

Junto al traslado físico de la institución, se buscó una adaptación del reglamento a las nuevas condiciones, mediante el Real Decreto de 8 de enero de 1915, que modificaba entre otras las condiciones de acceso de los alumnos, previendo un aumento de solicitudes, o el aumento de clases teóricas frente a las prácticas ante la mayor dificultad de salir al campo estando en Madrid. 
En 1921 se decretaría un nuevo reglamento en el que aumentaban a dieciséis el número de profesores, se establecía la asistencia obligatoria a las clases, la presentación de un Proyecto de fin de carrera, o el modo en que debían agruparse las asignaturas para repartírselas entre los docentes.
También se hizo una reestructuración en el profesorado comenzando por destituir al director Victoriano Deleito,  al subdirector Miguel del Campo y a uno de los profesores más veteranos, Eugenio Guallart. 
En su lugar se nombró al frente de la institución a Francisco Laviña y se complementó el equipo de profesores con la incorporación de  Santiago Olazábal, Enrique Barbeyto y al año siguiente, José García-Blanco. En 15 años y antes de ser nombrado Director de la Escuela él mismo, para lo cual había que ser Inspector-general, estuvo bajo la instrucción de otros 4 ingenieros, Valeriano González, José García-Viana, José Lasarte y Antonio Briones, aunque fue Director-interino en el curso de 1926/27, Subdirector-interino en el de 1919/20 y Subdirector de cargo desde 1923 a 1931.
El claustro, en el que desde el principio fue de los más altos en el escalafón del cuerpo, el segundo hasta 1922, el primero a partir de ahí, estaba compuesto por quince profesores y dos profesores-ayudantes y García-Blanco, vio en su seno mientras estuvo activo, unas quince sustituciones, casi todas por ingenieros licenciados con posterioridad a 1900. 
Cabe imaginar el peso que dentro de este órgano colegiado tuvo José tanto por edad, como por jerarquía o experiencia profesional. Debido a la organización autónoma y hermética de la Escuela y al incendio de 1936, se sabe poco de su funcionamiento orgánico. Todas las actas, documentos de trabajo, horarios y clases prácticas, sustituciones entre profesores, material de secretaría, anuarios, publicaciones internas, biblioteca, etc. ardieron bajo las llamas y esa información se perdió para siempre.
El 18 de octubre de 1929, con motivo del centenario del nacimiento del maestro de la ciencia forestal Lucas Olazábal y Altuna, se realizó un acto-homenaje en el salón de lectura de la biblioteca de la Escuela y los discursos que allí se leyeron, fueron luego publicados por la revista España Forestal junto a otras aportaciones en un total de 10, entre los que está un artículo de José García-Blanco. También colaboró con una frase para una pequeña sección, «Opiniones sobre Don Lucas», en el mismo número:

En don Lucas tenemos todos un ejemplo: las grandes inteligencias, para procurar igualarle; la legión de los modestos de buena voluntad, para seguirle por la senda que dejó trazada: de trabajo, de honorabilidad y de rectitud; y las altas jerarquías, para imitarle en su intransigencia y oposición irreducible a cuanto no fuera abonado por la razón o se opusiera a imprescindibles postulados de equidad, justicia y buen gobierno.
José García Blanco

Durante quince años participó de los actos oficiales de la institución docente, asistió a las reuniones de la Asociación de Ingenieros de Montes a la que pertenecía, a las cenas corporativas o a los homenajes tan frecuentes y que solían reseñarse con la frase: «asistieron todos los ingenieros con residencia en la capital».

### Escalafón y Publicaciones
A lo largo de los cuarenta y un años, cinco meses y veintidós días de servicio en el Cuerpo de Ingenieros de Montes, José García-Blanco fue ascendiendo de forma continua en el escalafón, hasta alcanzar el penúltimo grado, a un año y nueve meses de la jubilación. Además de los servicios de sus destinos, cumplió con servicios extraordinarios reglamentarios, como cuando fue elegido miembro de la Junta Calificadora de ascensos y de destinos, en 1927. Dado que los ascensos dependían de los corrimientos de escala por jubilaciones, defunciones, excedencias o ceses, la progresión no fue regular, y dado que las promociones cercanas a la suya tuvieron un relativamente elevado número de licenciados, fue más lenta que en décadas previas.

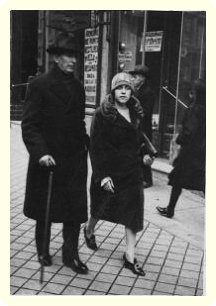
José García-Blanco Romero, ya jubilado, paseando por Madrid con su nuera Georgina Peinador Porrua

El 28 de abril de 1931, catorce días después de la proclamación de la II República y en uno de los primeros paquetes de medidas del nuevo ministro de fomento Álvaro de Albornoz, García-Blanco es ascendido a Inspector-general en sustitución de Rafael Carrión Holgado. El 9 de mayo es encargado de la Primera Inspección, formada por los distritos forestales de Pontevedra, La Coruña, Orense-Lugo, Oviedo y León, y el 27 de mayo es nombrado director de la Escuela Especial de Ingenieros de Montes en sustitución de Antonio Briones.
Como inspector debía básicamente hacer un viaje reglamentario por los distritos a su cargo, cosa que García-Blanco realizó en el verano de ese año, habiendo realizado la inspección de Pontevedra y salido para realizar la de La Coruña el 25 de agosto, así que debió terminar a mitad de septiembre. 
Como director de la escuela y aparte de presidir el claustro o ser el interlocutor con las instancias superiores, tenía una función representativa y como tal, fue incluido en el Comité de Honor del II Congreso Nacional de la Madera y Productos Derivados que tuvo lugar del 8 al 18 de octubre en Madrid. Sin embargo y aunque la escuela tenía un stand grande en la exposición paralela al congreso en el Palacio de Cristal del Retiro, José no figuró ni en la sesión inaugural, ni en la de clausura ni en ninguna de las ponencias.
Pío García-Escudero y Fernández de Urrutia, que fue profesor de la Escuela desde 1917 hasta la guerra civil y director a partir de 1939, en su libro La Escuela Especial y el Cuerpo de Ingenieros de Montes, recoge la existencia impresa a partir de 1923, de un texto que utilizaban los estudiantes con el título, Apuntes de Meteorología, Climatología y Física Forestal, que fue redactado por García-Blanco tras asumir la asignatura, junto a la ya mencionada de Geología y Mineralogía como así establecía el reglamento de 1921. 
Nunca publicó ni este ni otros posibles textos docentes escritos por él, lo que si hicieron con sus «manuales de asignatura» otros profesores contemporáneos, como tampoco terminó la serie de artículos sobre el alcornoque y el corcho, comenzados en 1898 y que habrían dado lugar a un profundo tratado sobre el tema.

## Últimos destinos. La jubilación
El 8 de diciembre de 1932, doce días después de cumplir los sesenta y siete años de edad establecida, se decreta la jubilación de García-Blanco, y en La Gaceta de Madrid del 30 del mismo mes, se publica la siguiente orden del director general de Enseñanza Profesional y Técnica, Domingo Barnés:

Ilmo. Sr.: Jubilado por Decreto presidencial de 8 de los corrientes el Consejero Inspector-general del Cuerpo de Ingenieros de Montes D. José García Blanco y Romero, a causa de haber cumplido la edad al efecto reglamentaria. Este Ministerio, en consecuencia de la mencionada disposición, ha dispuesto cese el referido D. José García Blanco y Romero en su cargo de Director de la Escuela de Ingenieros de Montes, quedando altamente satisfecho del celo e inteligencia con que dicho señor ha desempeñado el indicado cargo. Lo digo a V.I. a los efectos procedentes. Madrid, 9 de diciembre de 1932.

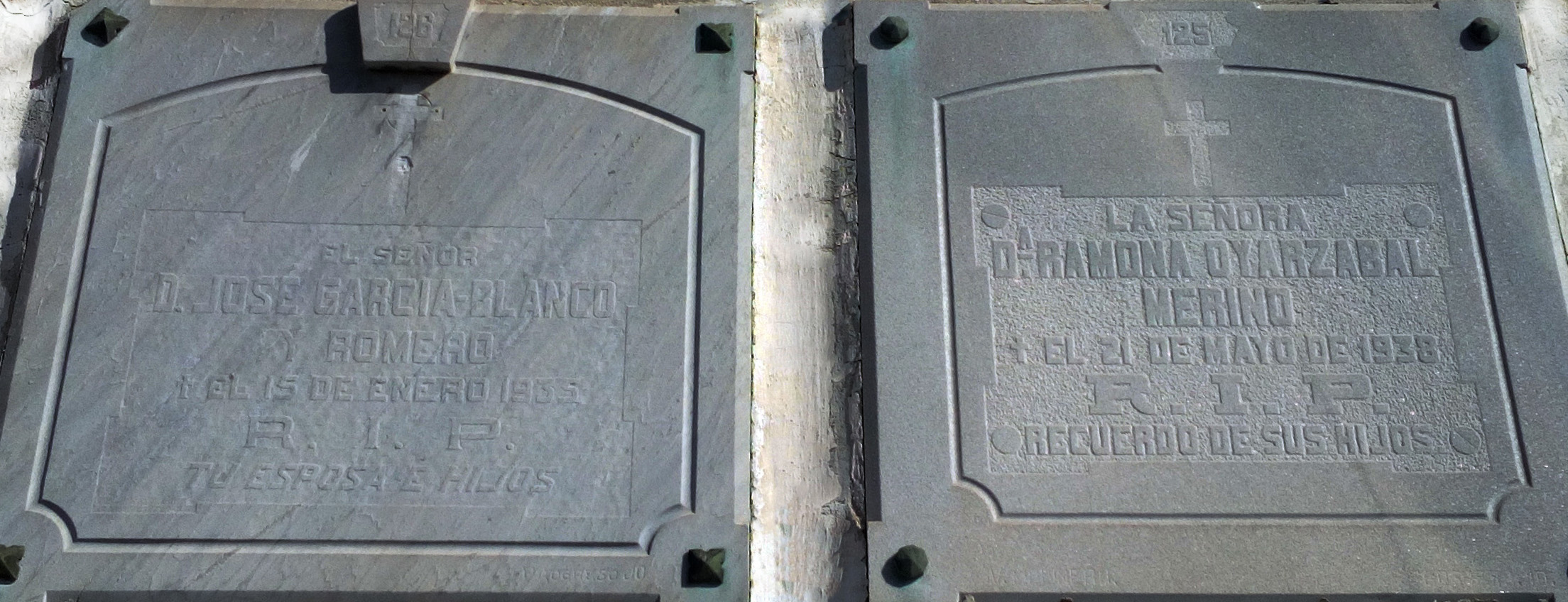
Cementerio Sacramental de San Lorenzo y San José de Madrid, patio de San Roque, Fila 4.ª, nichos 125 y 126

Su nuevo estado, que fue reseñado en la prensa madrileña, le deja desocupado y enfrentado a nuevos hábitos con los que ocupar su tiempo. Así, en diciembre de 1933, se hace socio de la «Unión de Radioyentes» e inscribe a sus sobrinos para participar en los sorteos infantiles de Unión Radio.
Pero su estado de jubilado le dura apenas dos años: el 15 de enero de 1935, a causa de una enfermedad común, probablemente neumonía, y de forma inesperada, muere en su casa de Madrid José García-Blanco Romero, a la edad de sesenta y nueve años un mes y veinte días. Fue enterrado en el cementerio de la Sacramental de San Lorenzo y San José donde ya estaban algunos familiares.
Tres años y algunos meses después, el 21 de mayo de 1938, en plena guerra civil y ante la imposibilidad de conseguir insulina, incluso para su propio hijo médico en un hospital civil de la capital asediada, muere la esposa de José, Ramona Oyarzábal Merino, que fue enterrada precipitada y provisionalmente. Acabada la guerra, el 29 de diciembre de 1939, sus restos fueron trasladados y enterrados en el nicho contiguo al de su marido. 
En el libro ya citado de García-Escudero donde se glosan los cincuenta ingenieros de montes españoles más relevantes (en 1948), se anota:

DON JOSÉ GARCÍA-BLANCO Y ROMERO - Profesor y Director de la Escuela. Se destacó por sus trabajos sobre ordenación de alcornocales. Publicó numerosos trabajos.
Pío García-Escudero y Fernández de Urrutia

| Predecesor: Antonio Briones y García-Escudero | Director de la Escuela Especial de Ingenieros de Montes 1931-1932 | Sucesor: Enrique Mackay y Monteverde |

### Artículos de José García-Blanco
- García-Blanco, José (1897). «Formación del corcho segundero y estudio de las variaciones en su crecimiento y calidad». Revista de Montes (484 a 488). ISSN 1697-1329.
- García-Blanco, José (1898). «Efectos fisiológicos del descorche». Revista de Montes (Madrid) (525 a 530). ISSN 1697-1329.
- García-Blanco, José (1900). «Aprovechamiento del corcho (parte 1)». Revista de Montes (Madrid) (560-562-564-565-567-570-572). ISSN 1697-1329.
- García-Blanco, José (1901a). «Aprovechamiento del corcho (parte 2)». Revista de Montes (Madrid) (582-584-585-587). ISSN 1697-1329.
- García-Blanco, José (1901b). «Aprovechamiento del corcho (parte 3)». Revista de Montes (Madrid) (588 a 591). ISSN 1697-1329.
- García-Blanco, José (1903). «Ordenación de los alcornocales». Revista de Montes (Madrid) (624-626-628-629). ISSN 1697-1329.
- García-Blanco, José (1929). «En memoria de D. Lucas Olazabal». España Forestal (Madrid) (161): 4-5. ISSN 2173-4399.

#### La polémica con M. Fernández de Castro
- Fernández de Castro, Manuel M. (1907). «Una asamblea». Revista de Montes (Madrid) (740). ISSN 1697-1329.
- Caro, Eladio (1907). «Sobre Ordenaciones». Revista de Montes (Madrid) (743). ISSN 1697-1329.
- Fernández de Castro, Manuel M. (1908a). «Opiniones y comentarios». Revista de Montes (Madrid) (746). ISSN 1697-1329.
- Fernández de Castro, Manuel M. (1908c). «Subastas de ordenaciones». Revista de Montes (Madrid) (749). ISSN 1697-1329.
- García-Blanco, José (1908a). «La Ordenación de los alcornocales andaluces». Revista de Montes (Madrid) (750 a 752). ISSN 1697-1329.
- Fernández de Castro, Manuel M. (1908d). «Ratificación». Revista de Montes (Madrid) (750 a 752). ISSN 1697-1329.
- Fernández de Castro, Manuel M. (1908b). «Las ordenaciones y los pueblos». Revista de Montes (Madrid) (753). ISSN 1697-1329.
- Fernández de Castro, Manuel M. (1908e). «Aclaración». Revista de Montes (Madrid) (756). ISSN 1697-1329.
- García-Blanco, José (1908b). «Desconsideración, apariencias y errores». Revista de Montes (Madrid) (757). ISSN 1697-1329.
- García-Blanco, José (1908c). «Ratificación infundada». Revista de Montes (Madrid) (763-764). ISSN 1697-1329.
- Fernández de Castro, Manuel M. (1908f). «Subastas del corcho del Distrito de Cádiz y sus precios». Revista de Montes (Madrid) (765). ISSN 1697-1329.
- Fernández de Castro, Manuel M. (1909a). «Ratificación fundada». Revista de Montes (Madrid). ISSN 1697-1329.
- Lameyer, José (1909). «Fin de la discusión pública sobre alcornocales». Revista de Montes (Madrid) (775). ISSN 1697-1329.
- Fernández de Castro, Manuel M. (1909b). «Comunicado». Revista de Montes (Madrid) (777). ISSN 1697-1329.

### Otra Bibliografía referenciada
- López Zaragoza, Lutgardo (1899).  Benítez, ed. Gibraltar y su campo: guía del forastero (1 edición). Cádiz. OCLC 557824307.
- Maura Gamazo, Gabriel (25 de julio de 1902). «Nuestra frontera con Inglaterra en Gibraltar». Nuestro tiempo: revista mensual ilustrada (Madrid) II (19): 65-74. ISSN 1576-6519.
- Artigas y Teixidor, Primitivo (1907).  Ministerio de Fomento, ed. Alcornocales e industria corchera (2 edición). Madrid. OCLC 431303615.
- Caro Velázquez de Castro, Eladio (1910). «Resultados obtenidos con los trabajos de mejora que se realizan en los alcornocales andaluces en ordenación». Revista Montes (Madrid) XXXIV (803): 385-392. ISSN 1697-1329.
- Elorrieta Artaza, Octavio (1945). «La Ordenación de montes en España». Montes: publicación de los ingenieros de montes (Madrid) (5): 282-293. ISSN 0027-0105.
- García-Escudero y Fernández de Urrutia, Pío (1948).  Escuela Especial de Ingenieros de Montes, ed. La Escuela Especial y el Cuerpo de Ingenieros de Montes: los cien primeros años de su existencia, 1848-1948. Madrid. OCLC 757407444.
- Montero González, Gregorio; González-Adrados, José Ramón; de Zulueta, Julián (1989). «Alcornocales españoles. Conocimientos de su silvicultura y temas de necesaria investigación». Scientia gerundensis (Gerona) (15): 63-84. ISSN 0213-5930.
- Montero González, Gregorio; Cañellas Rey, Isabel; Torres Álvarez, Enrique (1994). «Regeneración de alcornocales». Revista Ecología (Madrid) (8): 271-283. ISSN 0214-0896. (enlace roto disponible en Internet Archive; véase el historial, la primera versión y la última).
- Hernández Iranzo, Bernardo José (1999).  Universidad de Valencia, ed. José Mª García-Blanco Oyarzábal "El hombre y su obra". Una etapa de la bioquímica y de la fisiología valenciana (1941-1968). Valencia. ISBN 978-84-370-5811-5.
- Jiménez Blanco, José Ignacio (2005). «Los Larios y la Industria Corchera. Un caso de industrialización fallida en el Campo de Gibraltar». Revista de Historia Industrial (Barcelona) (27): 49-88). ISSN 1132-7200.
- García Álvarez, Antonio (2010).  Colegio y Asociación de Ingenieros de Montes, ed. Historia del cuerpo de ingenieros de montes (1853-2010). Madrid. OCLC 796316928. Archivado desde el original el 2 de enero de 2018. Consultado el 1 de enero de 2018.
- Araque Jiménez, Eduardo (2012). «La política de ordenación de montes públicos en Andalucía. Implantación, desarrollo inicial y primeros resultados». Ería: Revista cuatrimestral de geografía (Oviedo) (87): 51-72. ISSN 0211-0563.